# 580619 Harangiszabolcs
580619 Harangiszabolcs è un asteroide della fascia principale interna. Scoperto nel 2011, presenta un'orbita caratterizzata da un semiasse maggiore pari a 1,864835 UA e da un'eccentricità di 0,095537, inclinata di 17,905448° rispetto all'eclittica.